# Luka handlu zagranicznego
Luka handlu zagranicznego, luka akumulacji wewnętrznej – różnica między importem a eksportem.
Luka powstaje ponieważ wzrost gospodarczy prowadzi do wzrostu importu. Zakładając, że import jest większy niż eksport powstaje luka, która powiększa się wraz z rosnącym deficytem. Aby skompensować tę różnicę potrzebne są zewnętrzne źródła finansowe.
Jest to wielkość zapotrzebowania na zagraniczną pomoc ekonomiczną.

## Wyjaśnienie matematyczne
Formuła matematyczna w ujęciu Hollis Chenery’ego i A.H. Strouta:
{\displaystyle F_{t}=F_{0}+(\beta K-\alpha ^{'})(V_{t}-{\vec {V}}_{0}),}
gdzie:
| {\displaystyle F_{0}=I_{0}-S_{0}} | – nadwyżka inwestycji ponad krajowe oszczędności w punkcie wyjściowym, uzupełniona w całości przez pomoc zagraniczną, |
| {\displaystyle \beta }            | – stopa wzrostu inwestycji, równa stopie wzrostu oszczędności,                                                        |
| {\displaystyle K}                 | – przyrostowy współczynnik kapitałochłonności,                                                                        |
| {\displaystyle \alpha ^{'}}       | – krańcowa stopa oszczędności wewnętrznych,                                                                           |
| {\displaystyle V_{t}}             | – pożądana wielkość dochodu narodowego w okresie {\displaystyle t.}                                                   |
Luka akumulacji przyjmuje więc rzeczową postać towarów, które gospodarka produkuje, ale w niedostatecznej ilości. W wyrażeniu pieniężnym jest to suma oszczędności w walucie krajowej, której brakuje do osiągnięcia określonego tempa wzrostu gospodarczego.